# برونوو (شهرستان لوووک شلانسکی)
برونوو (به لهستانی:  Brunów) یک روستا در لهستان است که در گمینا لوووک شلانسکی واقع شده‌است. برونوو ۱۲۵ نفر جمعیت دارد.